# Alfred Hammer (letalski as)
Alfred Hammer, nemški častnik, vojaški pilot in letalski as, * 3. julij 1921, Karlsruhe, † 23. december 1997, Karlsruhe.

## Življenjepis
Alfred »Martello« Hammer se je JG 53, ki je deloval na Nizozemskem pridružil novembra 1941 s činom poročnika. Dodeljen je bil k 4./JG 53 in je s to enoto ostal v tem delu Evropi do decembra 1941, ko se je II./JG 53 premaknila v Sredozemlje. 
Tam je Hammer v svojem lovcu kot lovsko spremstvo nemškim bombnikom, ki so bombardirali Malto in tudi sam sodeloval v lovsko-bombniških nalogah. Do 20. junija 1942 je sodeloval v 200 bojnih nalogah, od katerih jih je kar 198 opravil nad Malto. Takrat je bila II./JG 53 prestavljena na sredozemski otok Pantelleria, od koder je izvajala napade na zavezniške konvoje in občasno patruljirala tudi nad Malto. Svojo prvo zračno zmago je dosegel šele na svoji 271. bojni nalogi, ko je 25. oktobra nad tem otokom sestrelil britanskega lovca Supermarine Spitfire. Drugo zmago je dosegel 4. marca 1943, ko je na svoji 299. bojni nalogi nad Tunizijo sestrelil ameriškega dvomotornega lovca Lockheed P-38 Lightning. 
Med zaključnimi boji za to severnoafriško državo je na štirih nalogah v svojem lovcu Messerschmitt Bf 109 evakuiral štiri nemške vojake. Kasneje se je njegova enota preselila na Sicilijo, tam pa je Hammer dosegel status letalskega asa. 10. julija je v eni od bojnih nalog sestrelil svoje šesto letalo, britanskega Spitfira, nato pa je njegovemu lovcu Bf 109 G-6 (W. Nr. 183 98) Beli 14 + - odpovedal motor, zaradi česar je moral zasilno pristati v bližini Gerbinija. Pri tem se ni poškodoval in je lahko nadaljeval z letenjem.
28. julija 1943 je s činom poročnika postal Staffelkapitän 6./JG 53. 20. avgusta je dosegel svojo zadnjo zmago v Sredozemlju, ko je njegova enota napadla formacijo zavezniških bombnikov, ki so imeli nalogo bombardirati italijansko mesto Capua. V tej akciji je sestrelil enega od spremljevalnih ameriških lovcev. Kasneje je bila njegova enota premeščena na Dunaj, kjer je sodelovala pri obrambi rajha. 7. januarja 1944 je bil izdan splošni alarm zaradi prihajajočih zavezniških bombnikov in Hammer se je s svojo enoto podal na lov. V boju s spremljevalnimi ameriškimi lovci je Hammer nad ozemljem današnje Slovenije sestrelil svoje deseto sovražno letalo. 
24. februarja je Hammer spet sodeloval pri obrambi pred zavezniškimi bombniki, ki so bombardirali Steyrjeve tovarne v Linzu. V napadu je obrambni ogenj iz enega od bombnikov zadel njegovo letalo in ranil Hammerja v desno nogo. Zaradi izgube krvi je moral pristati in je bil takoj hospitaliziran v Welsu. Ponovno je bil ranjen v akciji 13. junija 1944. Takrat je njegova enota branila nebo nad Francijo in zahodno Nemčijo. V napadu na ameriške bombnike v bližini Vannesa je bil zadet in je moral iz poškodovanega letala izskočiti s padalom. Ranjen je pristal v bližini Gaila. 29. decembra 1944 je, takrat že stotnik Hammer resno zbolel in je bil umaknjen iz enote. Na fronto se je vrnil 9. januarja 1945, ko je bil imenovan za Gruppenkommandeurja IV./JG 53, ki je imel glavno bazo v nemškem mestu Echterdingen. Enoto je vodil do konca vojne.
»Martello« Hammer je na okoli 500 bojnih nalogah dosegel 26 zračnih zmag in bil za to odlikovan z nemškim križem v zlatu.

## Odlikovanja
- Železni križec 2. in 1. razreda
- Nemški križ v zlatu